# 올리비아 파스칼
올리비아 파스칼(Olivia Pascal, 1957년 5월 26일 ~ )은 독일의 배우, 연극 배우이다.
뮌헨에서 태어났다.

## 영화
- 블러드 앤 워터 (2014년)
- 윈디 (1984년)
- 버닝 루버 (1981년)
- 블러디 문 (1981년)
- 수녀원 벽 위에서 (1978년)
- 썸머 캠프 (1978년)
- 노 타임 테크닉 (1978년)
- 코믹하고 섹시하고 (1977년)
- 엔조이 부인 (1977년) - 아만다 역
- 카사노바(영어판) (1977년)